# Crypturellus erythropus
Crypturellus erythropus (лат.) — вид птиц из семейства тинаму (Tinamidae), обитающий в тропиках и субтропиках в северной части Южной Америки.

## Распространение
Гайана, Суринам, Колумбия, Венесуэла, северо-восточная часть Бразилии, остров Маргарита. Возможно, встречается и во Французской Гвиане. Предпочитает высоты до 1300 м.

## Описание
Длина 27—32 см. Ноги розово-красные.

## Поведение
Известно о питании семенами, ягодами, улитками, насекомыми.

## Классификация
Международный союз орнитологов выделяет семь подвидов:
- Crypturellus erythropus cursitans Wetmore & Phelps Jr, 1956
- Crypturellus erythropus idoneus (Todd, 1919)
- Crypturellus erythropus columbianus (Salvadori, 1895)
- Crypturellus erythropus saltuarius Wetmore, 1950 — этот подвид очень редок и возможно даже вымер
- Crypturellus erythropus spencei (Brabourne & C. Chubb, 1914)
- Crypturellus erythropus margaritae Phelps & Phelps Jr, 1948
- Crypturellus erythropus erythropus (Pelzeln, 1863)